# Kiço Blushi
Kiço Blushi (ur. 23 sierpnia 1943 w Tiranie, zm. 8 lutego 2019 tamże) – albański pisarz, scenarzysta filmowy i polityk.

## Życiorys
Syn Stavro i Gliqeri. W roku 1966 ukończył studia z zakresu filologii albańskiej i rosyjskiej na Uniwersytecie Tirańskim. W 1968 podjął pracę redaktora w albańskim radiu, a wkrótce potem w Studiu Filmowym Nowa Albania (alb. Kinostudio Shqiperia e Re). Przez 20 lat pracy w studiu opracował 14 scenariuszy filmów fabularnych, z których kilka otrzymało nagrody państwowe. W 1979 za scenariusz do filmu W naszym domu otrzymał nagrodę specjalną na festiwalu filmowym w Salerno. Napisał także scenariusze do trzech filmów dokumentalnych i dwóch filmów animowanych. Jest autorem opowiadań, powieści i dramatu.
W 1985 podjął pracę redaktora naczelnego miesięcznika Nentori (Listopad), organu Ligi Pisarzy i Artystów Albanii.
20 lutego 1991 został powołany przez Ramiza Alię do Rady działającej przy prezydencie Albanii. W czerwcu 1997 został wybrany deputowanym do parlamentu albańskiego z listy Socjaldemokratycznej Partii Albanii, z okręgu stołecznego. W parlamencie zasiadał do roku 2006. Potem pracował jako przewodniczący rady programowej w Narodowym Centrum Kultury w Tiranie.
Był ojcem pisarza i polityka Bena Blushiego.

## Proza
- 1971: Fejesa, televizori, plaku: novelë dhe tregime
- 1971: Vdekja e nje nate (Śmierć nocy)
- 1977: Portreti: tregime e novela
- 1979: Beni ecën vetë (Beni sam znajduje drogę)
- 1979: Pajtoni i fundit (Ostatnie pojednanie)
- 1984: Vite mbi supe
- 1986: Pengu: tregime e novela
- 1994: Brezi i lëshuar (Porzucone pokolenie)

## Dramaty
- 1977: Lezja, Gomat me ar

## Scenariusze filmowe
- 1975: Ben sam znajduje drogę
- 1975: Szczęśliwa para
- 1976: Las wolności
- 1976: Zakrwawiona ziemia
- 1978: Koncert w roku 1936
- 1978: Wiosna w Gjirokastrze
- 1979: W naszym domu
- 1981: Dzień mianowania
- 1981: Noc bez światła
- 1982: Drugi Listopad
- 1984: Bojownik
- 1984: Uczniowie z mojej klasy
- 1986: Błąd